# Стратегічні ракетні війська Корейської народної армії
Стратегічні ракетні війська Корейської народної армії (хангиль: 조선인민군 전략로케트군, ханча: 朝鮮人民軍 戰略로케트軍), також відоме як Бюро з управління ракетними озброєннями (хангиль: 미사일지도국; ханча: 미사일指導局) — вид збройних сил Корейської народної армії яка має на озброєнні всі ядерні та звичайні стратегічні ракети Північної Кореї. Основну частину арсеналу складають ракети поверхня-поверхня власного, радянського та китайського виробництва.
Стратегічні ракетні війська були створені в 1999 році шляхом об'єднання декількох підрозділів Артилерійського командування сухопутних військ Корейської народної армії.

## Номенклатура ракет

### Проблеми кодифікації
Станом на 2017 рік існувало декілька підходів до ідентифікації моделей ракет на озброєнні КНДР. Зокрема:
- Власна система КНДР для внутрішнього вжитку. Ракети мають назву Hwaseong (кор. 화성, укр. Марс або укр. вогняна зірка) та номер моделі[3]. З цього правила є декілька винятків: дві моделі Pukkuksong (KN-11 та KN-15), крилата ракета берегової оборони Kumsong-3 (KN-19), та зенітна ракета Pongae[4]. Точна інформація про конкретні моделі зазвичай тримається в таємниці. Тому іншими країнами були створені альтернативні позначення відомих моделей[3].
- Північнокорейські торговці зброєю часто використовують назви радянських ракет для реклами власних, дешевших розробок закордонним покупцям. Наприклад, ракету Nodong рекламували як Scud-E[3].
- Американська система позначень за назвою населеного пункту, де вперше було помічено дану модель. Наприклад: Nodong, Taepodong та Musudan. Онак ця система виявилась незручною, оскільки кількості населених пунктів навколо випробувальних майданчиків виявилось замало[3].
- Цифрова система KN- з номером відомої моделі. Впроваджена в середині 1990-х. Однак, як і увипадку з радянськими озброєннями перед тим (наприклад, ракети під позначенням Scud) тут може виникати певна плутанина через брак достатньої інформації. Так, позначення KN-11 було використане для різних ракет на твердому та рідкому паливі[3].
- В НАТО також була створена система кодифікації відомих моделей ракетного озброєння КНДР. Але як і у випадку власної, північнокорейської системи, ці кодові імена дуже рідко потрапляють у відкритий доступ[4].

### Перелік

Досяжність різними моделями ракет з арсеналу КНДР, максимальна дальність на основі оцінок фахівців

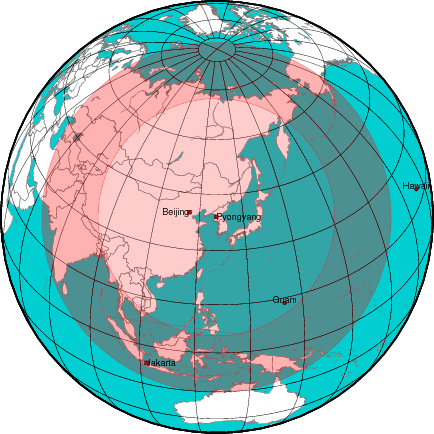
Досяжність ракетою Хвасон-12 за умови максимальної дальності 3700-6000 км

У відкритих джерелах відомо про такі моделі ракет (перелік не гарантовано повний, оцінки дальності також різняться):
| Назва        | Тип                            | Походження          | Дальність                                         | Коментарі |
| ------------ | ------------------------------ | ------------------- | ------------------------------------------------- | --- |
| Hwasong-1    | реактивна артилерія            | СРСР Північна Корея | < 50 км                                           | (Frog-5, 3Р10 Луна-2, 2К6) наявно 24 пускових установки[джерело?]. Місцева копія радянської ракети 3Р10 комплексу 2К6 «Луна-2» на шасі від танку ПТ-76. КНДР отримала оракетні комплекси від Радянського Союзу наприкінці 1960-тих. Ракета має твердопаливний двигун, некерована, дальністю 15-55 км. Існують підстави припускати, що на додачу до звичайних, КНДР опанувала виробництво бойових частин з хімічною зброєю для цих ракет.                                                   |
| Hwasong-3    | реактивна артилерія            | СРСР Північна Корея | < 100 км                                          | (Frog-7, 9М21 Луна-М, 9К52): наявно 24 пускових установки[джерело?]. Копія ракети 9М21 радянського комплексу 9К52 «Луна-М». Має істотно кращі харакетристики точності та дальності. Через погіршення відносин із Радянським Союзом оригінальні комплекси для вивчення та відтворення були придбані в Єгипті. |
| Hwasong-5    | БРМД                           | Північна Корея      | 340 км                                            | ≈180[джерело?]. (Р-17Е, Scud-B): перша балістична ракета в арсеналі КНДР. Основана на відтвореній радянській ракеті Р-17 (кодове ім'я НАТО Scud-B) комплексу 9К72 «Ельбрус». КНДР налогодила виробництво ракет в 1986 році, а в 1989 вже зняла їх з виробництва для вивільнення потужностей для поліпшеної ракети Hwasong-6. Деяка ка кількість була експортована до Ірану, де вони отримали позначення Shahab-1 та до ОАЕ, де через недостатню надійність були відправлені на зберігання. |
| Hwasong-6    | БРМД                           | Північна Корея      | 500 км                                            | ≈100 або 300—600 штук. (Scud-C): модернізована версія Hwasong-5. Збільшено дальність до 500—700 км. Виробництво налагоджене в 1990—1991 році. Також були поставлені Ірану де відомі як Shahab-2. |
| Hwasong-7    | БРСД                           | Північна Корея      | 900–1500 км                                       | 200-300 штук. (Nodong, Rodong): по суті є збільшеною модифікацією Hwasong-6 з потужнішим двигуном та поліпшеною системою навігації. Основним призначенням було ураження території Японії ядерною бойовою частиною. Іран та Пакистан мають фактично ідентичні ракети Shahab-3 та Ghauri-I відповідно. |
| Hwasong-9    | БРМД                           | Північна Корея СРСР | 700 км                                            | наявна у невеликій кількості (KN-04, ER-Scud, Scud-D, Scud 2): Один з варіантів сімейства ракет, до якого також належать Hwasong-6 та Hwasong-7. |
| Hwasong-10   | БРСД                           | Північна Корея      | 2500–4000 км                                      | 30-50 штук. (Musudan, БМ-25), балістична ракета середньої дальності, копія радянської балістичної ракети підводних човнів Р-27 (кодове ім'я НАТО SS-N-6 Serb). Успішно випробувано 22 червня 2016 року[джерело?]. |
| Hwasong-11   | БРМД                           | Північна Корея СРСР | ≈70 км (з бойовою частиною 500 кг) або 120—200 км | 30 пускових установок[джерело?] (KN-02, Toksa, «Viper»): місцевий варіант ОТР «Точка». Вважається однією з найточніших ракетних систем КНДР. Ймовірно, корейським інженерам вдалось збільшити дальність та поліпшити інші характеристики системи. |
| Hwasong-12   | БРСД/МБР                       | Північна Корея      | 5000–6000 км                                      | (KN-17) : балістична ракета середньої дальності з двигунами на рідкому паливі. Перший пуск здійснений 14 травня 2017 року. За оцінками деяких фахівців, дальність може складати 3700-4500 км. |
| Hwasong-13   | БРСД/МБР                       | Північна Корея      | 2000 — 12000 км[джерело?]                         | (KN-08, KN-08 mod 2, KN-14, Rodong-C): цій ракеті, ймовірно, відповідає декілька KN-номерів. KN-08 представлена в 2012 році та має три ступені, KN-14 представлена в 2015 році та дві ступені, та в серпні 2017 року (номер KN досі не оголошений). |
| Hwasong-14   | МБР                            | Північна Корея      | 6700-10000 км                                     | (KN-20) : міжконтинентальна балістична ракета, перший пуск здійснено 4 липня 2017 року (на День незалежності США). Спочатку помилково отримала позначення KN-14. |
| Hwasong-15   | МБР                            | Північна Корея      | 13 000 км                                         | Успішно випробувана 28 листопада 2017 року з підвищеною траєкторією та апогеєм |
| Pukguksong-1 | БРПЧ                           | Північна Корея      | 1000 км                                           | Успішно випробувана 24 серпня 2016 року з підвищеною траєкторією та апогеєм з дальнітсю 500 км . |
| Pukguksong-2 | БРСД                           | Північна Корея      | 3000 км                                           | |
| Kumsong-1    | протикорабельна крилата ракета | Північна Корея СРСР | 110–160 км — 180—300 км                           | |
| Kumsong-2    | протикорабельна крилата ракета | Північна Корея      | 110–160 км — 180—300 км                           | |
| Kumsong-3    | крилата ракета                 | Північна Корея      | 130–250 км                                        | Успішно випробувана 12 лютого 2017. |

На військовому параді 10 жовтня 2020 року було вперше показано нову міжконтинентальну балістичну ракету на мобільній пусковій установці з 11-ма осями. Нова балістична ракета помітно більша за відомі, на той час, ракети «Хвасон-15» (HS-15).

## Постачання двигунів для ракет
14 серпня 2017 року у статті американського видання The New York Times було висловлено припущення, що двигуни північнокорейських ракет вироблені на українському підприємстві «Південмаш», яке начебто ґрунтувалося на дослідженні Майкла Еллемана. Пізніше дослідник опублікував спростування такого твердження.
Висновком дослідження насправді було те, що різкий прогрес ракетобудування КНДР пояснюється імпортом технологій, а враховуючи те, що ракетний двигун на рідкому паливі, використаний КНДР, базується на радянських двигунах РД-250, розроблених російським підприємством «Енергомаш», і був модифікований для виконання ролі стартового ракетного двигуна у північнокорейських ракетах Hwasong-12 та Hwasong-14, то такий імпорт найімовірніше відбувся з пострадянського простору.
Марія Буджерин, дослідник Belfer Center, Harvard's Kennedy School та Андрій Жалко-Титаренко, колишній віце-президент SpacePort у статті для Atlantic Council спростовують можливість причетності українського підприємства до північнокорейської ракетної програми. Президент України Петро Порошенко ініціював розслідування щодо можливого постачання ракетних двигунів до КНДР. Подібне розслідування можливо буде проведене ООН.